# Helina luteola
Helina luteola är en tvåvingeart som beskrevs av Albuquerque 1956. Helina luteola ingår i släktet Helina och familjen husflugor. Inga underarter finns listade i Catalogue of Life.